# Alkmaarderhout
Alkmaarderhout var fodboldklubben AZ Alkmaars hjemmebane fra 1948 til 2006. Der var plads til 8.419 tilskuere på stadionet. Det blev bygget i 1948 og nedrevet i 2006, hvor Alkmaar flyttede til det nybyggede DSB Stadion.
| Idrætsanlæg | Spire Denne artikel om et idrætsanlæg er en spire som bør udbygges. Du er velkommen til at hjælpe Wikipedia ved at udvide den. |

52°37′26″N 4°44′00″Ø / 52.62389°N 4.73333°Ø